# Apneumonella
Apneumonella là một chi nhện trong họ Telemidae.

## Các loài
- Apneumonella jacobsoni Brignoli, 1977
- Apneumonella oculata Fage, 1921
- Apneumonella taitatavetaensis Zhao & Li, 2017